# Knut Drake (död 1639)
Knut Drake, död 21 december 1639 på Göberga i Linderås socken, var en svensk kavalleriofficer och slottshövitsman. Han var son till Arvid Knutsson Drake.

## Biografi
Knut Drake uppges i unga år varit hovjunkare hos Karl IX. Han var i december 1611 ryttmästare vid Smålands ryttare och låg då under Peder Mikaelsson Hammarskjölds befäl på Öland som nyligen återtagits från danskarna. Våren 1612 överfördes han till kungens missnöje till fastlandet, och fick kort därpå fick order att med 100 ryttare snarast återvända till ön. Då danskarna 31 maj 1612 landsteg på ön deltog Knut Drake i försvaret bland annat vid Edholmen, men tvingades dock dra sig tillbaka till Borgholms slott. Man gjorde 1 juni ett utfall från fästningen, men tvingades med svårighet slå sig tillbaka till densamma, och sedan danskarna 11 juni började förbereda sig för en stormning, förhandlade Peder Hammarskjöld fram fritt avtåg för trupperna mot uppgivande av fästningen.
Drake användes därefter i Småland, och stödde bland annat i juli 1612 lantvärnet i Möre. Under truppsamlingarna vid Värnamo i december var även Knut Drake där. Då Borgholms slott i mars 1613 skulle överlämnas av danskarna var Knut Drake ditkommenderad. När Maria Eleonora av Brandenburg väntades landstiga i Kalmar efter sin överfart från Tyskland hörde Knut Drake till de trupper som kommenderades att möta henne där. Under Andra polska kriget kommenderades han i juli 1621 över till Livland och var efter erövrandet av Riga under vintern 1621/1622 förlagd till trakten av Salis och Lemsal. Han deltog även i striderna Preussen men förefaller inte ha deltag i striderna i Tyskland. Sedan Drakes regemente slagits samman med ett annat tjänstgjorde han inte längre vid Smålands rytterare, åtminstone från januari 1624 var han ryttmästare vid Adelsfanan. 
Under mötet i Ulfsbäck var det Drake som sändes till de danska delegerade för att bestämma mötet till dagen därpå. Han förordnades 1629 att tillsammans med Johan Reuter och Knut Jöransson Posse som kommissarie till Göteborg för att där ta emot tre väntade av Jacob Spens. 1633 utsågs han till ståthållare på Jönköpings slott och över dess län, och då landshövdingeämbetet instiftades, behöll han rollen som slottskommendant. 
Knut Drake deltog vid riksdagarna 1627, 1629, 1633 och 1634, i utskottsmötena 1630-1632, 1634 och 1636 och var flera gånger med bland adelns deputerade. Han var en av dem som på adelns vägnar undertecknade 1634 års regeringsform. Han var ägare till godsen Hackerstad i Å socken, Göberga med Oberga, Forsnäs och Graby i Sunds socken samt Rösjöholm i Näshults socken. 1613-1619 var han förlänad Säby socken, Småland. 1638 begärde han avsked från sin post som ståthållare på grund av sjuklighet.

### Egendom
Drake ägde Graby och Forsnäs i Sunds socken, Södra Linnekulla och Dalby i Torpa socken, Rösjöholm i Näshults socken, Göberga med Oberga i Linderås socken och Hacksta i Hacksta socken.

### Familj
Drake gifte sig första gången 9 januari 1614 med Helga Månsdotter (död 1619), dotter till hövitsmannen Måns Olofsson (Stiernbielke) och Anna Brömsdotter (Bagge af Berga). De fick tillsammans barnen majoren Magnus Drake (1616–1693), Hebbla Drake som var gift med överstelöjtnanten Axel Rääf, Anna (död före 1676) som var gift med översten Göran Patkull och kaptenlöjtnanten Arvid Drake (1619–1687).
Drake gifte sig andra gången 20 april 1620 med Maria Magdalena von Masenbach, dotter av ståthållaren Hans von Massenbach på Stockholms slott och Margareta Vogtin von Fronhausen. Maria Magdalena von Masenbach var änka efter ståthållaren Christer Somme (död 1618) på Kalmar slott. Drake och von Masenbach fick tillsammans barnen Margareta Drake som var gift med överstelöjtnanten Christer Lillie af Greger Mattssons ätt, generalmajoren Erik Drake (1625–1673) och kaptenen Carl Drake (död 1658) vid Jönköpings regemente.